# Campionati europei juniores di sci alpino
I Campionati europei juniores di sci alpino furono una competizione sportiva a cadenza annuale organizzata dalla Federazione Internazionale Sci tra il 1972 e il 1981 in cui si assegnarono i titoli europei nelle diverse specialità dello sci alpino previste all'epoca (discesa libera, slalom gigante, slalom speciale, combinata); furono la massima competizione giovanile di sci alpino fino all'istituzione, nel 1982 dei Campionati mondiali juniores di sci alpino.

## Edizioni
- 1972 - Madonna di Campiglio, Italia
- 1973 - Ruhpolding, Germania Ovest
- 1974 - Jasná, Cecoslovacchia
- 1975 - Mayrhofen, Austria
- 1976 - Gällivare, Svezia
- 1977 - Kranjska Gora, Jugoslavia
- 1978 - non disputati
- 1979 - Achenkirch, Austria
- 1980 - Madonna di Campiglio, Italia
- 1981 - Škofja Loka, Jugoslavia

## Medagliere per nazioni
| Pos. | Nazione        | Oro | Argento | Bronzo | Totale |
| ---- | -------------- | --- | ------- | ------ | ------ |
| 1    | Austria        | 20  | 26      | 1      | 57     |
| 2    | Germania Ovest | 6   | 8       | 11     | 25     |
| 3    | Italia         | 5   | 3       | 12     | 20     |
| 4    | Francia        | 5   | 2       | 2      | 9      |
| 5    | Svizzera       | 4   | 5       | 4      | 13     |
| 6    | Norvegia       | 4   | 3       | 1      | 8      |
| 7    | Svezia         | 3   | 1       | 3      | 7      |
| 8    | Jugoslavia     | 2   | 1       | 1      | 4      |
| 9    | Bulgaria       | 2   | 1       | 0      | 3      |
| 10   | Cecoslovacchia | 1   | 3       | 3      | 7      |
| 11   | Polonia        | 1   | 0       | 4      | 5      |
| 12   | Liechtenstein  | 1   | 0       | 1      | 2      |
| 13   | Finlandia      | 0   | 1       | 0      | 1      |
| 14   | Gran Bretagna  | 0   | 0       | 1      | 1      |